# Washingtoni Állami Egyetem (Tri-Cities)
A Washingtoni Állami Egyetem Tri-Cities kampusza Richland település északi részén található. Az iskola kancellárja 2018 márciusa óta Sandra Haynes.
Az intézményben húsz alap- és tizenhét mesterképzés, illetve tizennégy doktori fokozatú szak érhető el. Első és másodévesek 2007 ősze óta tanulhatnak itt, a kampusz azóta működik hagyományos, négy éves képzést nyújtó egyetemként. A campus több szervezettel is partnerségi kapcsolatot ápol, a legszorosabban a Csendes-óceáni Nemzeti Laboratóriummal működnek együtt, 2010-ben pedig a Miss Tri-Cities számára biztosítottak egy ezer dolláros ösztöndíj-lehetőséget.
Az intézménytől nem messze, a Columbia folyó partján haladó kerékpárúton elérhetőek Richland parkjai; ehhez kapcsolódóan helyi művészek javasolták, hogy épüljön egy kikötő, ahol a helyi közösség és a hallgatói élet lehetőségeit mutatnák be, valamint interdiszciplináris projektek és különféle kutatások folyhatnának.

## Történet
Az iskola 1969-ben nyitotta meg kapuit Mesterképzési Közös Központ néven, amely a Washingtoni Állami Egyetem, a Washingtoni Egyetem és az Oregoni Állami Egyetem közötti együttműködés eredménye; az intézményben technikai és menedzsment szakokon lehetett mesterfokozatú tanulmányokat folytatni. 1989-től 1990-ig itt működött a Tri-City Egyetemi Központ, majd 1990 őszétől az iskola a Washingtoni Állami Egyetem kampuszaként működik tovább.

## Oktatás

### Borászat
Az intézményben már az 1930-as években folytak borászattal kapcsolatos kutatások, azonban ez 2015. június 4-én teljesedett ki, amikor megnyílt az államban egyedülálló Ste. Michelle Borászat WSU Borászati Tudományközpont. Az intézetben borászati kutató- és oktatólaboratóriumok, osztálytermek, konferenciaszobák és egy 3500 üvegből álló borkönyvtár található, melynek megvalósítása 23 millió dollárba került. A költségeket a magántőkén kívül az államtól érkező 4,95 millió és az USA gazdaságélinkítő hivatalától érkező 2,06 millió dolláros támogatás fedezte. A szőlészethez szükséges terület a Bentoni Kikötő ajándéka.

### Biomérnöki tudományok
2008 májusában az egyetem és a Battelle által üzemeltetett Csendes-óceáni Nemzetközi Laboratórium együttműködésének keretében megnyílt a Biomérnöki Tudományok Laboratóriuma; az ötezer négyzetméter alapterületű létesítmény 24 millió dollárból valósult meg. A központban biofinomító, katalíziskutató centrum, illetve más laborok és oktatóhelyek találhatóak. A kutatóközpont megvalósulásával a régió vonzó lett a bioalapú termékek témakörében dolgozó kutatók számára, valamint hatására az ipar is növekedésnek indult.

### Művészetek
A campus művészeti kiállítóterében nagy hatással bíró helyi, országbeli és nemzetközi alkotók munkái találhatóak meg, illetve a tanév során ideiglenesen hallgatók alkotásait is kiállítják. A tér kezelői Peter Christenson és Douglas Gast szépművészeti oktatók, akik új technológiákat bemutató és kortárs alkotásokat is gyakran beválogatnak a kiállítandó műtárgyak közé. A társadalmi témákkal foglalkozó művészek a kiállítóközpontot a közösséggel való kapcsolatfelvételre is használják.

### Virtuális valóság
Az intézmény neuroszimulációs laboratóriumában (SIMIAN) a virtuális- és a kiterjesztett valósághoz kapcsolódó kutatások zajlanak, melyek részét képezi ezen területek oktatásban való felhasználhatósága. A központban a tanulás, illetve szimulációkban való részvétel során fellépő agytevékenységet az fNIRS technológia segítségével vizsgálják. A SIMIAN labor a WSU oktatási, szépművészeti és mérnöki főiskoláival működik együtt; ezeken a számítástudományi, a művészeti és oktatási képzéseket segítik. A kutatásokat Dr. Jonah B. Firestone vezeti, aki szorosan együttműködik a WSU pullmani-, illetve a New York-i Állami Egyetem buffalói kampuszán folyó hasonló kutatások személyzetével.

## Fordítás
Ez a szócikk részben vagy egészben  a   Washington State University Tri-Cities című angol Wikipédia-szócikk ezen változatának fordításán alapul.  Az eredeti cikk szerkesztőit annak laptörténete sorolja fel. Ez a jelzés csupán a megfogalmazás eredetét és a szerzői jogokat jelzi, nem szolgál a cikkben szereplő információk forrásmegjelöléseként.